# Marnix Schmidt
Marnix L. Schmidt (Utrecht, 22 februari 1954 – Woerden, 5 februari 2025) was een Nederlands persfotograaf.
Hij was zoon van Martha Guurtje (Map) Maas en Lubrodirecteur Adriaan (Ad) Schmidt.  Hij was vanwege het overlijden van zijn vader in 1960 al vroeg halfwees. Hijzelf had in mesologe (alternatieve geneeswijze) Karin Hoekveen een levensgezel. Broer Maurits Schmidt was journalist bij onder meer de Volkskrant.
Hij wilde eigenlijk niet in dat vak terecht komen. Hij wilde glazenier en/of pottenbakker worden. Zijn moeder had echter een goede camera en een kennis een donkere kamer. Er volgden opleidingen bij Hans Götze in Den Haag, en de Nederlandse Fotovakschool in Apeldoorn (1971-1974). Spelen met licht leidde tot tal van foto’s; eerst familiefoto’s voor Nederlandse, Deense, Duitse en Amerikaanse bedrijven. Hij vond na een jaar “feesten en beesten” dat het anders moest. Hij werd fotograaf bij Het Stadsblad (1986-1988), een huis-aan-huiskrant in Utrecht; alles door afluisteren van de politieradio. Later werd hij sportfotograaf bij het Utrechtsch Nieuwsblad. Weer later was hij freelance-fotograaf voor de combinatie Algemeen Dagblad/Utrechtsch Nieuwsblad. Schmidt had een hekel aan zogenaamde 112-jagers; deze volgden direct de meldingen bij 112 op, maakten snel een foto en vertrokken weer. Schmidt wilde meer fotograferen wat deze melding voor de buurt deed. Hij werd ook ingeschakeld door de gemeente Utrecht en de plaatselijke politie voor hun personeelsblad. Toch had hij af en toe een beroemdheid voor zijn camera; zo legde hij ooit Mick Jagger vast, maar ook Jopie Huisman.
In de jaren twintig liet de gezondheid hem in de steek. Hij overleed in een hospice te Woerden op 70-jarige leeftijd.